# دو ساد (فیلم)
دو ساد (انگلیسی: De Sade) فیلمی در ژانر درام و اروتیک به کارگردانی راجر کورمن است که در سال ۱۹۶۹ منتشر شد. از بازیگران آن می‌توان به کیر دولی، لیلی پالمر، جان هیوستون، و آنا مسی اشاره کرد.